# Ivan Teodorovitch
Ivan Adolfovitch Teodorovitch (en russe : Ива́н Адольфо́вич Теодо́рович ; polonais : Iwan Adolfowicz Teodorowicz ; né le 10 septembre 1875 (29 août) à Smolensk et mort exécuté le 20 septembre 1937) à Moscou est un militant russe bolchévique, nommé Commissaire pour les aliments, lorsque le Conseil des Commissaires du Peuple a été créé (octobre-novembre 1917).

## Biographie
Teodorovitch, fils d'un arpenteur-géomètre de Smolensk, est né dans une famille d'origine polonaise. Son père, ses deux oncles maternels et son grand-père avaient tous participé à des activités insurrectionnelles. C'est dans ce contexte que Teodorovitch écrit qu'il a d'abord appris à haïr « le tsarisme, ses fonctionnaires et son établissement militaire ». L'enfance de Teodorovitch est marquée par une extrême pauvreté, sa mère ayant des difficultés à subvenir aux besoins de ses six fils, elle qui travaille alors comme couturière et dans une blanchisserie.
Teodorovitch a étudié à Université d'État de Moscou où il a rejoint l'un des premiers groupes marxistes en 1895. En 1902-1903, il devient membre du Comité de Moscou du Parti ouvrier social-démocrate de Russie. Après une série d'interpellations, il est arrêté en 1903 par les autorités tsaristes et est forcé à l'exil en Yakoutie.
Il s'en échappe en 1905 et s'enfuit en Suisse où il crée des liens personnels avec Lénine. En octobre 1905, Teodorovitch retourne en Russie et opère à Saint-Pétersbourg ; il est alors promu membre du Comité central en 1907. En mai 1909, il est de nouveau arrêté et reste en détention jusqu'à la Révolution de Février 1917. À l'été 1917, Teodorovitch co-préside l'hôtel de ville de Saint-Pétersbourg et il travaille pour la révolte bolchévique qui s'oppose au gouvernement provisoire.
Immédiatement après la Révolution d'Octobre, Teodorovitch est devenu le premier commissaire à l'Agriculture dans le premier gouvernement bolchevique. En novembre, il démissionne en raison d'un désaccord politique avec la majorité de Lénine sur une coalition avec les mencheviks et d'autres factions (Teodorovitch a soutenu une large coalition, contre la volonté de Lénine). En 1920, il revient au conseil d'administration de l'Intendance de l'Agriculture et devient sous-commissaire en mai 1922 ; de 1928-1930, il préside la branche des Paysans de Komintern.
Comme les experts bolcheviks sur l'agriculture, Teodorovitch a prononcé des discours durant les différents conseils et instances internationales et a publié des brochures, des revues et des articles de journaux traitant de l'agriculture et de la politique agraire.
En novembre 1930, Teodorovitch est condamné comme contre-révolutionnaire « kondratievist ».
Teodorovitch est reconnu coupable dans le procès du soi-disant siège central du KGB (impliquant un total de 120 personnes). Le procès est tenu par Joseph Staline et Viatcheslav Molotov le 15 septembre 1937. Teodorovitch est exécuté cinq jours plus tard.